# Zanna Bianca e il cacciatore solitario
Zanna Bianca e il cacciatore solitario è un film italiano del 1975 diretto da Alfonso Brescia.

## Trama
Due cacciatori di pelli, Daniel e Dollaro, con il loro cane Zanna Bianca si schierano in difesa di una giovane vedova e della sua terra, contro i soprusi di uno speculatore senza scrupoli.